# Biodegradazione
In chimica ambientale, la biodegradazione è la degradazione di un composto (a prescindere che sia di origine naturale o sintetico) attraverso processi enzimatici, in genere per azione di microrganismi quali batteri e funghi. Un materiale che è suscettibile di attacco enzimatico è detto biodegradabile. La biodegradazione interessa i composti a base di carbonio a basso stato di ossidazione, studiati dalla chimica organica. 
La biodegradazione, se  è completa, porta il carbonio organico del composto a  carbonio inorganico, studiato dalla chimica inorganica. In questo caso si parla di biodegradazione ultima, in quanto i prodotti finali di tale processo sono sostanze stabili che non possono essere degradate ulteriormente. Altrimenti nel caso di degradazione non completa, detta primaria,  si ha una trasformazione del composto originario in molecole meno complesse ma non ancora portate allo stato inorganico.  
La biodegradazione riveste un ruolo fondamentale nel mantenere l'equilibrio ecologico degli ecosistemi ed in generale del pianeta in quanto permette di  reimmettere il carbonio organico, fissato durante la fotosintesi, nel ciclo biogeochimico del carbonio come carbonio minerale (anidride carbonica).
Il termine "biodegradabile" è spesso confuso con "compostabile", dove quest'ultimo termine implica che la biodegradazione avvenga sotto particolari condizioni associate al processo di compostaggio.

## Storia
Sebbene il concetto di "biodegradabilità" fosse noto già nel 1926, quando il ricercatore francese Maurice Lemoigne scoprì la prima bioplastica (il Poli-β-idrossibutirrato o PHB, biodegradabile dal batterio Bacillus megaterium), l'uso del termine "biodegradabile" è attestato per la prima volta in un libro del 1961 sulla microbiologia industriale.
Nel 1989, in seguito al disastro petrolifero della petroliera Exxon Valdez, in Alaska, furono usati fertilizzanti allo scopo di accelerare la crescita dei batteri presenti nella zona, promuovendo in questo modo il naturale processo di biodegradazione del petrolio.

## Meccanismo

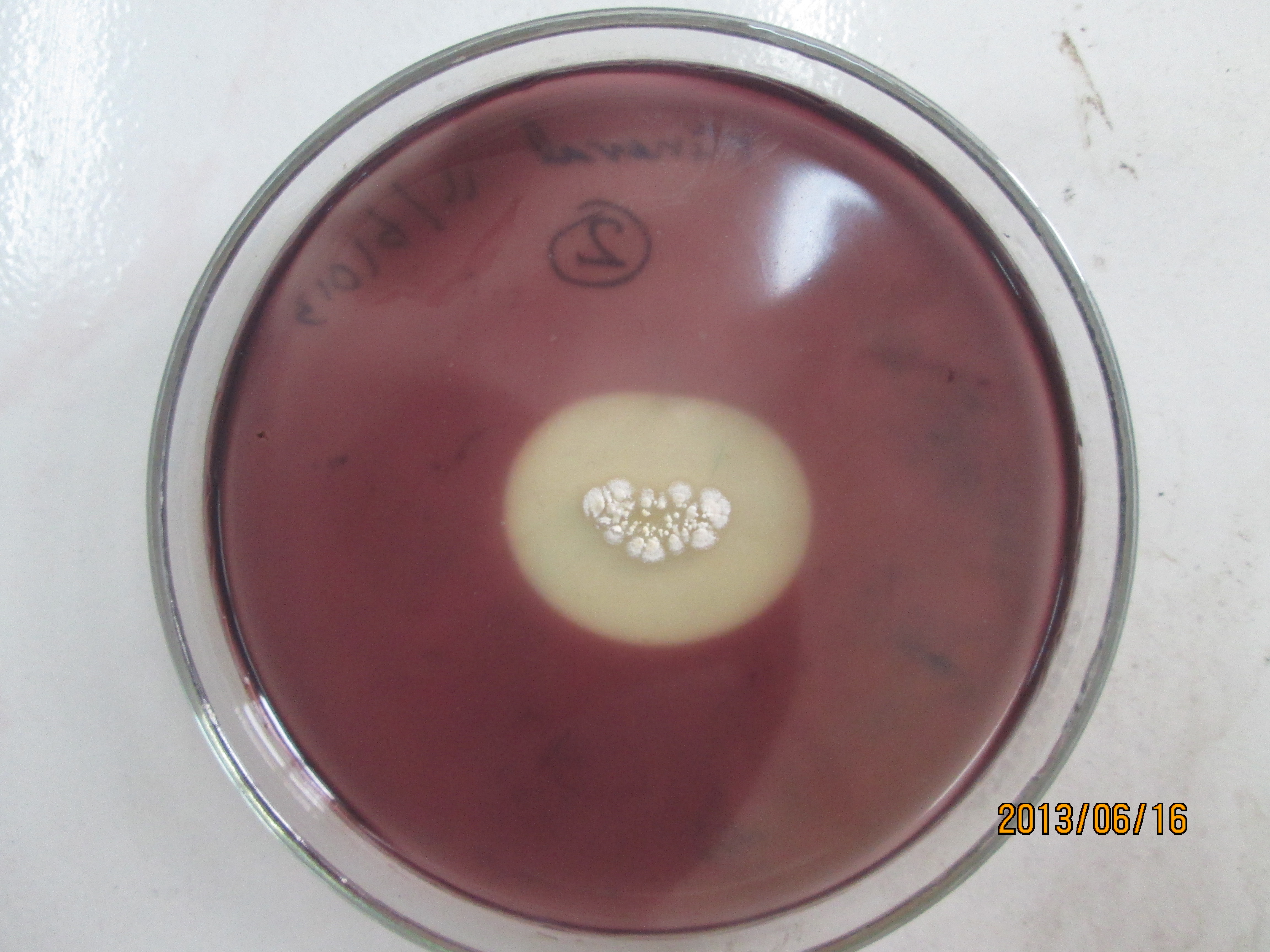
Biodegradazione in vitro della cellulosa.

A seconda del caso specifico, la biodegradazione può avvenire per via aerobica (cioè in presenza di ossigeno) o anaerobica (cioè in assenza di ossigeno). Inoltre può avvenire in vivo o in vitro.
Nel caso più comune il materiale biodegradabile è costituito da sostanze organiche che fungono da nutriente per i microorganismi. In particolare, la biodegradazione di ciascun composto chimico, quando è possibile, avviene per mezzo di un particolare microorganismo. Alcuni microrganismi possono essere inoltre modificati geneticamente in modo da biodegradare una particolare sostanza.
Attraverso la biodegradazione tali sostanze organiche, che possono essere generate direttamente o indirettamente dalla fotosintesi, vengono convertite in sostanze inorganiche. La biodegradazione svolge dunque una funzione inversa a quella della fotosintesi e dei successivi processi biosintetici che danno origine alla biomassa. Mentre la fotosintesi produce molecole organiche a partire da molecole inorganiche, la biodegradazione riduce le sostanze di partenza in costituenti via via più semplici (come anidride carbonica, acqua e ammoniaca) per infine riportarle eventualmente ad uno stadio inorganico. In questo caso si parla di "mineralizzazione".
Il fenomeno della biodegradazione è molto importante per l'ambiente, che deve liberarsi dai rifiuti e dalle scorie per far posto alla nuova vita. Gli alberi, le piante, le alghe, ossia tutti gli organismi fotosintetici, grazie al sole sono in grado di assorbire l'anidride carbonica presente nell'atmosfera ed utilizzarla per sintetizzare zuccheri, molecole organiche alla base di tutte le numerosissime sostanze organiche presenti nella biosfera.
Tramite la catena alimentare, il flusso di sostanze e di energia passa dalle piante (produttori) agli erbivori (consumatori primari) e da questi ai carnivori (consumatori secondari). Questo meccanismo si incepperebbe velocemente, però, se non esistesse la possibilità inversa, cioè quella che permette di liberare anidride carbonica a partire dalla materia organica morta, assicurando la circolazione di materia. Quindi il processo di biodegradazione ha, nell'equilibrio naturale, pari dignità al processo della fotosintesi di cui rappresenta l'esito e nello stesso tempo la partenza. La biodegradazione è attuata dai decompositori, microrganismi (funghi, batteri, protozoi) che crescono sulla materia organica morta, ossia sui rifiuti prodotti dall'ecosistema.

## Materiali biodegradabili
Perché un composto possa essere considerato "biodegradabile" è necessario che in natura esista un microrganismo in grado di decomporre, assimilare ed infine mineralizzare il materiale.
I materiali organici di origine naturale sono biodegradabili mentre i materiali di origine sintetica possono essere resistenti alla biodegradazione.

## Materiali non biodegradabili
Un materiale "non biodegradabile" non è suscettibile all'azione degli enzimi microbici. Pertanto la degradazione di questi composti avviene solo a causa di degradazione abiotica quali la fotodegradazione o la idrolisi. In genere tali materiali hanno un impatto ambientale negativo in quanto persistono per tempi lunghi e sono pertanto considerati inquinanti.
Le sostanze non biodegradabili più comuni sono la maggior parte delle materie plastiche, che sono formate principalmente dal carbonio, l'idrogeno e l'ossigeno.

## Usi
Il processo di biodegradazione può essere usato su larga scala allo scopo di abbattere il quantitativo di sostanze tossiche presenti in siti contaminati, quali possono essere ad esempio le discariche o zone interessate da sversamenti petroliferi.